# Первомайская улица (Самара)
Первома́йская у́лица находится в Октябрьском районе города Самары.
Начало берёт от Волжского проспекта (на набережной именуется Первомайским спуском) и заканчивается на улице Больничной и пересекается с улицами:
- Лесная
- Молодогвардейская
- Ново-Садовая с Площадью Сельского хозяйства
- проспект Ленина.

## История
В дореволюционные времена улица существовала весьма условно — она являлась границей между территорией Земской больницы (ныне Самарская городская клиническая больница имени Н. И. Пирогова) и фруктового сада купца 3-й гильдии, молоканина Акинфия Прохоровича Грачёва (разг. — Молоканский сад). В 1920-х годах Молоканский сад был переименован в Первомайский сад (в настоящее время на его месте сквер имени Вадима Фадеева на проспекте Ленина).
Первый многоквартирный дом на улице Первомайской появился в 1935 году, когда был построен дом № 24. Чуть ранее на улице Ново-Садовой был построен первый в Самаре микрорайон «Первомайские корпуса» по проекту архитектора Г. Я. Вольфензона — микрорайон состоит из пяти домов, которые строились с 1927 по 1935 годы.
В 1960 году был построен дом «Голубка» (архитектор Моргун) — на углу улиц Первомайской и Ново-Садовой.
В 1962 году был построен первый корпус Куйбышевского политехнического института им. В. В. Куйбышева.
8 мая 1973 года перед главным входом в здание был открыт памятник «Зачётная книжка и штык», увековечивающий память студентов Куйбышевского политеха, погибших на фронтах Великой Отечественной.
В 1968 году был построен дом № 30, а в 1970 была построена пятиэтажка с номером 36.
В 1977 году построен 7-й корпус политеха. В 1995 году перед корпусом появился памятник воинам-интернационалистам, в 2016 году установлены две дивизионные пушки Д-44.
В 1984 году на улица Первомайская появился последний жилой дом — 27а.

## Транспорт
6 сентября 1960 года по Волжскому проспекту (тогда ещё улице Пристанской) был пущен троллейбус № 11. Его конечной остановкой тогда стала «Первомайская». Помимо Волжского проспекта, остановки общественного транспорта с названием «Первомайская» есть на улице Ново-Садовой и проспекте Ленина.